# كارل جادج
كارل جادج هو سياسي أسترالي، ولد في 14 يونيو 1968 في روكامبتون في أستراليا. نشط حزبياً في الحزب الوطني الليبرالي في كوينزلاند (30 أبريل 2013 – 30 أبريل 2013). وقد انتخب عضو المجلس التشريعي لولاية كوينزلاند ‏ عن دائرة Electoral district of Yeerongpilly ‏ (24 مارس 2012 – 31 يناير 2015).